# 中華人民共和国の国旗
中華人民共和国の国旗は、赤旗に5つの黄色い五芒星を配したもので、五星紅旗（ごせいこうき、拼音: Wǔxīng hóngqí）と呼ばれる。
赤色は革命を、黄色は光明を表す。また、大星は中国共産党の指導力を、4つの小星はそれぞれ労働者、農民、小資産階級・愛国的資本家（民族資産階級）、知識人の4つの階級を表す。全ての小星の頂点は、大星の中心に向いており、これは人民が一つの中心（共産党）の下に団結することを象徴している。ソ連の国旗を参考にしたものと考えられる。
リー・クアンユーによれば、同旗はシンガポールの国旗のモデルであった。

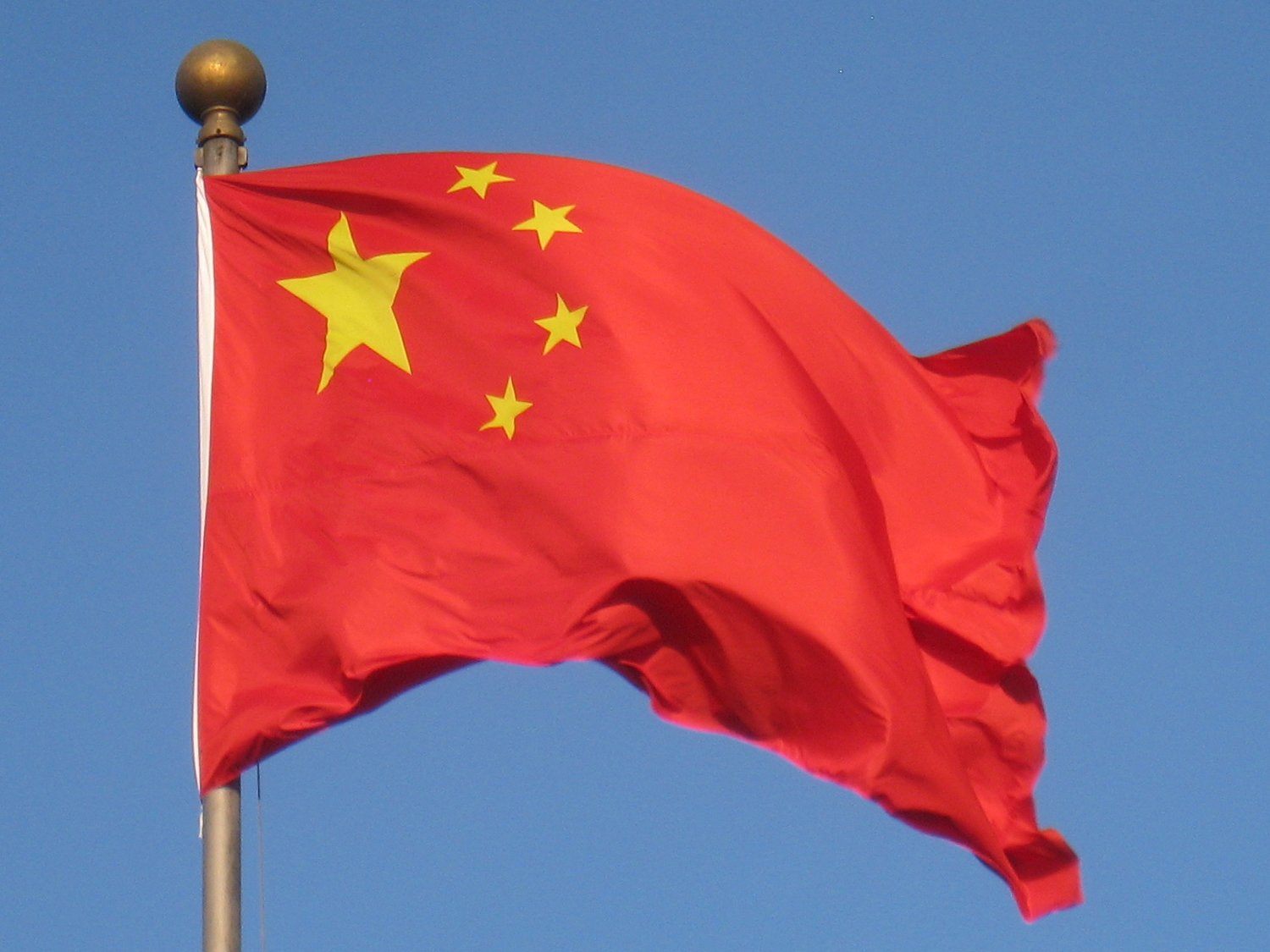
中華人民共和国国旗

## 現行の国旗
五星紅旗は、1949年7月に、経済学者で芸術家でもある曾聯松が、中国人民政治協商会議が行った公募に応じてデザインしたものである。1949年10月1日、中華人民共和国の建国に際し、天安門広場にこの旗が国旗として初めて掲げられた。
国旗の縦横比は2:3で、旗を四等分した左上部分を10×15に区画した升目上に右図の通り5つの星を配置する。大きな星の外接円の直径は旗の高さの3/10、小さな星の外接円は旗の高さの1/10である。
中華人民共和国憲法第136条は、「中華人民共和国の国旗は、五星紅旗である」と定めている。1990年に中華人民共和国国旗法が制定され、旗の掲揚方法や取り扱い方などが明文化（第3条）、2021年1月には悪意を持って毀損する行為を罰する規定（改正第19条）が盛り込まれた改正法が施行された。
| 織物     | 織物 | 刺激値Y10 | 色座標 | 色座標 | 許容誤差                                                |
| 織物     | 織物 | 刺激値Y10 | x10    | y10    | 許容誤差                                                |
| -------- | ---- | --------- | ------ | ------ | ------------------------------------------------------- |
| 合成繊維 | 赤   | 9.4       | 0.555  | 0.328  | 平均 {\displaystyle \Delta E_{ab}^{\,\bullet }\leq 2.0} |
| 合成繊維 | 金   | 41.2      | 0.446  | 0.489  | 平均 {\displaystyle \Delta E_{ab}^{\,\bullet }\leq 2.0} |
| 絹       | 赤   | 12.3      | 0.565  | 0.325  | 平均 {\displaystyle \Delta E_{ab}^{\,\bullet }\leq 2.0} |
| 絹       | 金   | 32.4      | 0.450  | 0.463  | 平均 {\displaystyle \Delta E_{ab}^{\,\bullet }\leq 2.0} |
| 木綿     | 赤   | 9.2       | 0.595  | 0.328  | 平均 {\displaystyle \Delta E_{ab}^{\,\bullet }\leq 2.0} |
| 木綿     | 金   | 33.0      | 0.467  | 0.463  | 平均 {\displaystyle \Delta E_{ab}^{\,\bullet }\leq 2.0} |
| 袖       | 白   | 78.0      | -      | -      | 刺激値Y10は78.0未満ではいけない                         |

## 歴史
1920年代の中国で成立したいくつかの共産主義者の地方政権は、ソビエト連邦の国旗に倣った旗を掲げていた。

? 共産主義者の地方政権が掲げた旗
? 中華ソビエト共和国（1931～1934年）の国旗
? 中華ソビエト共和国の軍旗
?中国工農紅軍の軍旗
? 瓊崖ソビエト根拠地旗
? 明色版

## 国旗草案
| 旗 | 名称  | 結果 |
| -- | ----- | --- |
|    | 草案1 | 黄色の線は中国を流れる大河を表しているとされるが、赤地が分断され国家分裂のように見えるとして不採用。                            |
|    | 草案2 | 上記と同じ理由で不採用。 |
|    | 草案3 | 上記と同じ理由で不採用。 |
|    | 草案4 | 星 (中国共産党、農民、労働者、小資産階級、愛国的資本家を表す) が縦一列に並ぶと不平等ということで不採用。                        |
|    | 草案5 | 鎌と槌を描くとソビエト連邦の国旗と類似してしまい、また、鎌と槌に象徴される労働者や農民は5つの星でも表されるという理由で不採用。 |
|    | 草案6 | 採用 |

1949年6月16日、全国人民政治協商会議は新国旗を制定することを決定し、人民日報紙上で公募が行われた。この公募には3012点の作品が寄せられた。この中から候補は38点に絞られ、曾聯松の図案が選出された。当初のデザイン案は、赤地に共産党（あるいは中国人民）を表す大きな星を1つと、黄河・長江・珠江などの大河を象徴する水平線（1本ないし3本）を黄色で描いたものであったが、水平線によって赤地が分断されてしまい国家分裂のように見えるということで再検討が図られた。次いで、共産党を象徴する大きな星に各階級を象徴する小さな星を4つ加えた「紅地五星旗」が提案され、大きな星の下に小さな星が4つ縦に並ぶデザインが検討されたが、小さな星に上下があるのは妥当ではないとして、大きな星を囲む形で等間隔に配列される案が提案された。この新たな案では大きな星の中に鎌とハンマーを描いたが、ソ連国旗との類似してしまうことや、鎌とハンマーが象徴する農民と労働者は小さな星でも象徴されていることを理由として取り除かれた。9月27日、全国人民政治協商会議第一次全体会議で現在の五星紅旗のデザインが最終決定された。

## 中国共産党組織の旗

中国共産党の党旗（1996年まで）
中国共産党の党旗（現行）
中国共産主義青年団の団旗
中国少年先鋒隊の大隊旗
中国少年先鋒隊の中隊旗